# L'Assumpció de Torre de la Foradada
L'església de La Nostra Senyora de l'Assumpció, és un temple religiós de culte catòlic sota la advocació de La Nostra Senyora Santa Assumpció. Està situada al nucli urbà de Torre de la Foradada, pedania depenent del Pilar de la Foradada, i constitueix l'única església catòlica d'aquest.
La seua construcció data de 1960, aproximadament. Es tracta d'un edifici exempt construït en formigó a base de formes ogivals i coberta d'aquest, en arc. La façana mira a ponent; és una successió d'ogives que recorda a les arquivoltes gòtiques; porta allindanada amb lluerna ogival i vidriera repartida en quatre espais per una creu. A la dreta es troba el campanar, quasi exempt, de planta quadrada amb cos de campanes molt elevat.
Quant a la planta, és de nau única rectangular, mesura 50 per 20 metres. L'ample decreix al presbiteri i més al cambril de la Mare de Déu. Cinc parells de pilastres assenyalen cinc trams que es tradueixen a l'exterior com cinc capelles, on es repeteix la forma ogival. El presbiterio s'eleva tres escalons, té escalinata d'accés a la Mare de Déu de la Nostra Senyora de l'Assumpció, obra de l'escultor José Sánchez Lozano.